# Maler von Kopenhagen 4223

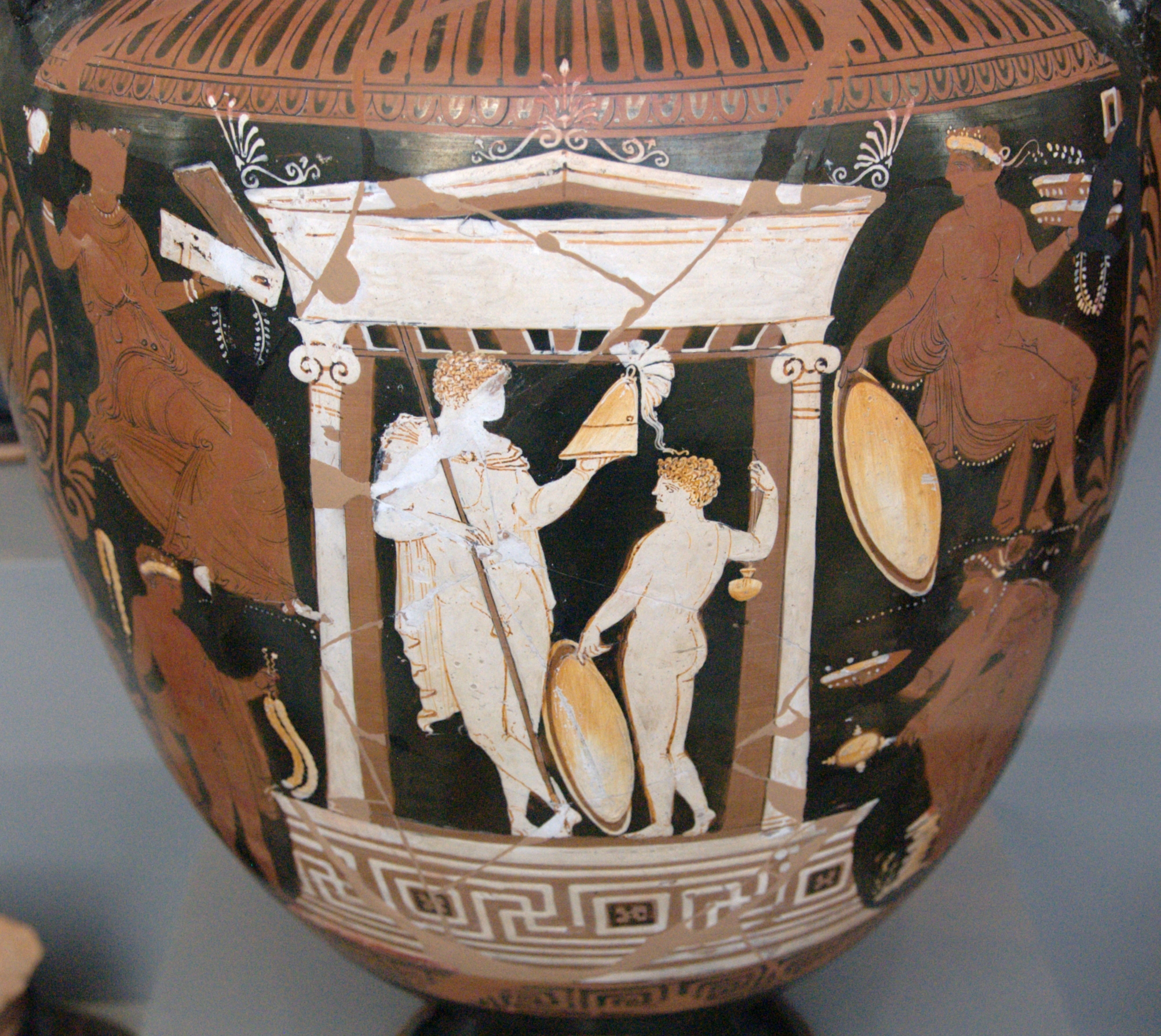
Volutenkrater mit Maskenhenkeln – Naïskos-Szene: Jüngling und sein Knappe, um 340 v. Chr., aus der Antikensammlung Berlin, Berlin 1984.43

Der Maler von Kopenhagen 4223 war ein apulischer Vasenmaler. Seine Werke werden um die Mitte und in die zweite Hälfte des 4. Jahrhunderts v. Chr. datiert.
Der Maler von Kopenhagen 4223 (Notname nach der Namenvase in Kopenhagen) folgt künstlerisch dem Lykurgos-Maler und dem Varrese-Maler und gilt als Vorgänger von Künstlern wie dem Dareios-Maler und dem Unterwelt-Maler. Er gilt neben dem Gioia del Colle-Maler, der thematisch nahezu dieselben Motive darstellte und stilistisch fast identisch mit dem Maler von Kopenhagen 4223 ist, als einer der bedeutendsten Vertreter seiner Zeit. Beide Maler arbeiteten wohl in derselben Werkstatt.
Der Künstler ist für seine großen Vasen, darunter viele Volutenkratere, und für einige Hydrien bekannt. Interessanterweise sind auf den Krateren Szenen mit Männern, auf den Hydrien ausschließlich mit Frauen dargestellt. Sie sind meist mit den gängigen Motiven solcher wohl sepulkral genutzten Vasen verziert: auf der Vorderseite sieht man Trauernde an einem tempelartigen Grabbau (Naïskos), auf der Rückseite eine Stele. Die im Naïskos zumeist dargestellten Jünglinge erinnern an Statuen. Manchmal werden sie von einem Knappen, einem Pferd oder häufig auch einem Hund begleitet. Die Voluten der Henkel sind meist mit Reliefmasken verziert, am unteren Henkelansatz befinden sich häufig Schwanenköpfe, die oft weiß bemalt sind und unter den Henkelansätzen mehrfach übereinander angeordnete Palmettenfächer. Auf der Halsvorderseite ist entweder eine figürliche Szene oder ein in Ranken gebetteter Kopf zu sehen.
Der Maler von Kopenhagen 4223 hat ein größeres Repertoire an Kopfbildern (so Pan, Orpheus und andere), um die Hälse seiner Vasen zu verzieren, zudem sind seine Blütenkompositionen einfallsreicher als die seiner unmittelbaren Kollegen.